# Bela Vista do Piauí
Bela Vista do Piauí is een gemeente in de Braziliaanse deelstaat Piauí. De gemeente telt 3.762 inwoners (schatting 2009).